# 胡坤
胡坤是美国博篪集团(英語：American Borch Group, Inc.)的CEO和创办人。主要从事国际贸易、网络游戏(MMO)和电子商务等方面的投资和开发工作。

## 生平
曾在世界500强的美国林肯金融集团（Lincoln Financial Group）、美国国际集团（AIG）和中国平安保险集团担任高管。并曾参与中国生命人寿保险公司的筹建工作。多次接受美国《纽约时报（The New York Times）》采访、被NYT和法国电视台等国际媒体报道。在美国风险与保险学会年会（American Risk and Insurance Association, ARIA）、香港《信报财经月刊》、台湾《寿险季刊》、中国人民银行主办的《金融研究》等发表学术论文数十篇。 
曾任中国平安保险集团董事长马明哲的助理（1997-2000年），在平安保险集团的产寿分业重组、集团整体上市IPO、以及集团的长期奖励计划（期权）等工作中担任了关键角色。
2000年3月从平安保险辞职后，考入上海复旦大学国际金融系并于2003年取得博士学位。在复旦大学攻读博士学位期间，与中国平安保险董事长马明哲发生纠纷，于2002年遭到马明哲诬告陷害和报复陷害。袁庚先生（深圳蛇口工业区前董事长和中国平安保险名誉董事长）曾多次过问此案。后被无罪释放并回到复旦大学，后获得博士学位。该案曾引起中国大陆媒体高度关注，后马明哲通过支付上千万广告费给南方某报业集团，以换取媒体沉默。后仍有上海《东方早报》和《21世纪人才报》突破有关封锁和收买，对案件进行了较详细的报道。
2003年获取复旦大学博士学位后，赴美并创办多家电子商务和网络游戏网站。